# Nothoprocta ornata
O inhambu-adornado, também conhecido como inambu-adornado ou tinamu-adornado (nome científico: Nothoprocta ornata) é uma espécie de ave tinamiforme pertencente à família Tinamidae. É comumente encontrado nos campos de alta altitude e matagais secos nas regiões subtropicais e tropicais do centro-oeste da América do Sul.

## Etimologia
O nome do gênero combina os termos do grego antigo νόθος, "nothos", que significa 'espúrio', 'falsificado'; e πρωκτός, "prōktós", que significa 'ânus', provavelmente em referência à cauda curta, coberta por pequenas plumas, fazendo-a parecer falsa.

## Taxonomia
Todos representantes dos inhambus pertencem à família Tinamidae, e no esquema maior também são ratitas. Ao contrário de outras ratitas, os inhambus podem voar, embora em geral não sejam voadores fortes. Todas as ratitas evoluíram de pássaros voadores pré-históricos, e os tinamus são o parente vivo mais próximo dessas aves.
O inhambu-de-kalinowski, Nothoprocta kalinowskii, foi considerado uma espécie separada, porém pesquisas posteriores consideraram-a um sinônimo júnior de Nothoprocta ornata branickii, e o SACC votou para realizar exatamente isso em 14 de fevereiro de 2007.

### Subespécies
Possui três subespécies reconhecidas:
- N. o. ornata – raça nominal, encontrado nos Andes do sudeste do Peru, extremo norte do Chile e oeste da Bolívia;[4]
- N. o. branickii – encontrado na puna do Peru central; Ancash, Lima, Ica, Junín, Ayacucho, Huancavelica e na região deApurímac;[4]
- N. o. rostrata – encontrado nos Andes do noroeste da Argentina; províncias de Jujuy e La Rioja.[4]

## Descrição

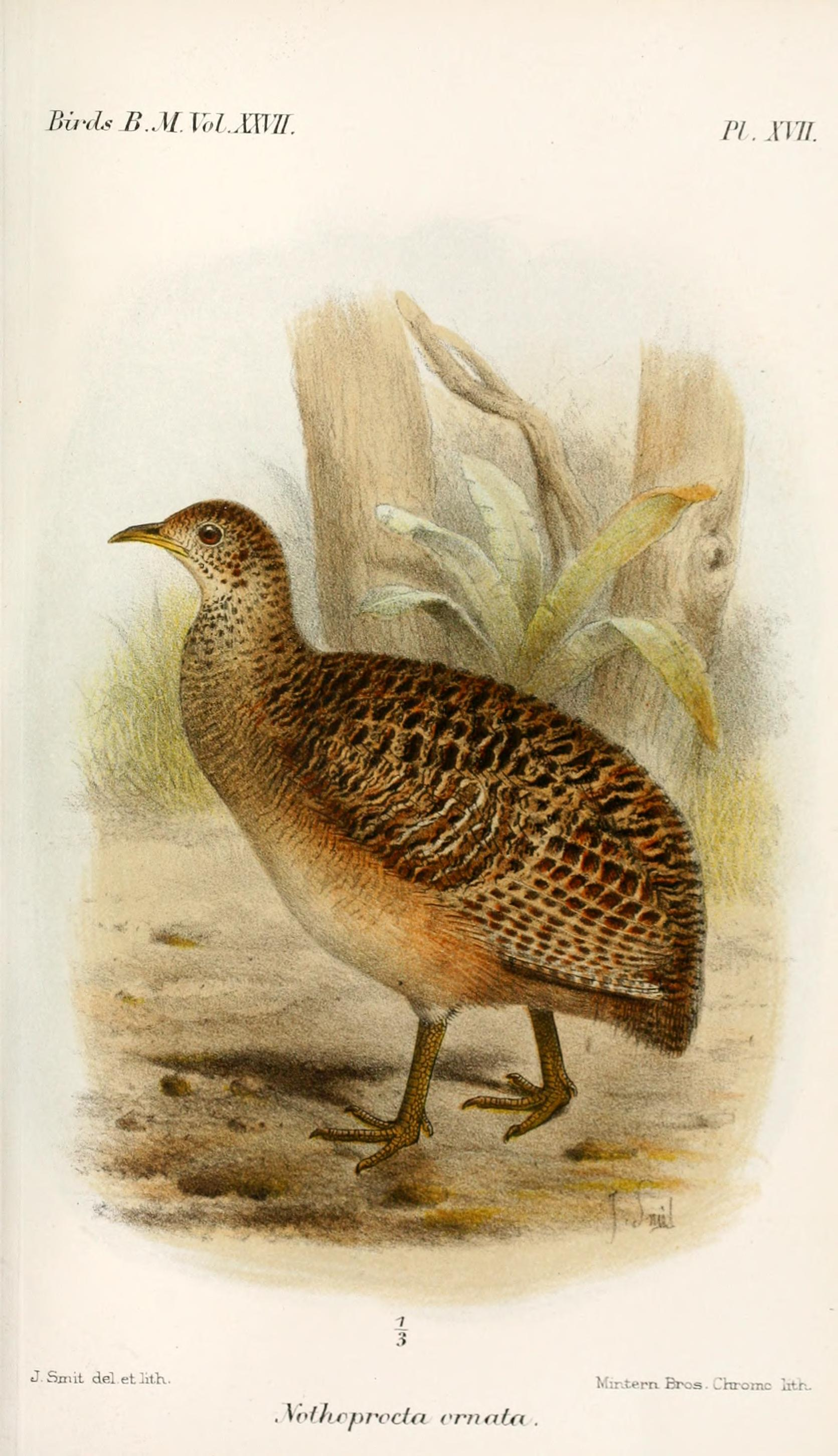
Ilustração de Joseph Smit, 1895

O inhambu-adornado possui aproximadamente 32 cm (13 in) de comprimento. Seus membros superiores são castanho-acinzentados com manchas pretas e amareladas, são marrom-amarelado abaixo com barras mais escuras. Sua cabeça e pescoço são amarelos com manchas pretas proeminentes, seu bico é fino e curvo e suas pernas são amarelas ou cinzas.

## Comportamento
Assim como outros inhambus, o inhambu-adornado come frutas do chão ou de arbustos baixos. Também se alimentam de pequenas quantidades de invertebrados, botões de flores, folhas tenras, sementes e raízes. Os machos incubam os ovos que podem vir de até quatro fêmeas diferentes e, em seguida, os cria até que estejam prontos para se cuidarem sozinhos, geralmente 2 a 3 semanas. O ninho está localizado no chão em arbustos densos ou entre contrafortes de raízes levantadas.

## Distribuição
Esta espécie é nativa da puna do centro do Peru e dos Andes do sudeste do Peru, oeste da Bolívia, extremo norte do Chile e noroeste da Argentina.

## Habitat
O inhambu-adornado habita as pastagens de alta altitude. Também habitam os matagais, tanto em altitudes altas quanto baixas, e estão mostrando algum sucesso em viver em terras agrícolas. Eles preferem elevações de 3,450 to 4,700 m (11,320–15,420 ft).

## Conservação
A IUCN lista esta espécie como pouco preocupante, com uma ocorrência de 740,000 km2 (290,000 sq mi).